# 帕爾普里夫齊
49°10′9″N 28°31′51″E / 49.16917°N 28.53083°E
帕爾普里夫齊（烏克蘭語：Парпурівці），是烏克蘭的村落，位於該國西南部文尼察州，由文尼察區負責管轄，始建於1600年，面積0.58平方公里，海拔高度305米，2001年人口487，人口密度每平方公里839.66人。